# Verschildrukmeting
Het debiet van een medium (gas of vloeistof) kan gemeten worden door het drukverschil over een restrictie te meten.
De meetmethode is zeer oud en gaat wellicht terug tot de Romeinse tijd. In het begin van de 20e eeuw is er veel onderzoek aan gedaan met name door en voor de chemische- en aardgasindustrie. Hoewel er momenteel  nauwkeuriger en verfijndere methoden bestaan wordt verschildrukmeting nog altijd zeer veel toegepast voor irrigatie en voor metingen in de chemische industrie. Voor metingen van zeer corrosieve stoffen en metingen bij zeer hoge temperaturen is het meestal de enige oplossing.
Deze methode kan gebruikt worden voor stroming door open kanalen of door buizen. Buizen moeten wel geheel gevuld zijn, dus óf met gas óf met vloeistof.
Het verband tussen het drukverschil en het debiet wordt bepaald door de vorm en de afmeting van de restrictie en van het kanaal en door de dichtheid van het stromend medium. Ook andere eigenschappen van het stromend medium kunnen van invloed zijn (bijvoorbeeld de viscositeit).
In eerste benadering kan het verband tussen de verschildruk {\displaystyle \Delta P} en het debiet {\displaystyle Q} afgeleid worden uit de wet van Bernoulli. Deze benadering is:
{\displaystyle Q\approx F{\sqrt {\frac {2\Delta P}{\rho }}}},
waarin {\displaystyle \rho } de dichtheid van het medium is. De evenredigheidsfactor {\displaystyle F} is in principe uit de elementaire natuurwetten te bepalen met behulp van moderne computermodellen. In de praktijk wordt gebruikgemaakt van in de loop der tijden experimenteel bepaalde waarden die geresulteerd hebben in normen en standaarden zoals die van ISO.
De meest gebruikte verschildrukmethoden zijn:
- Meetflens
- Venturimeter of pitotbuis
- Overstort (open kanalen). Deze meting is geen echte verschildrukmeting daar er hoogteverschillen worden gemeten. Beter zou het zijn dit als vadometer (variabele doorlaat) meting aan te merken.